# 柳川調興
柳川 調興（やながわ しげおき）は、江戸時代前期の対馬府中藩家老。玄蕃頭、豊前守を名乗り、号は式山、梅軒、素庵。

## 生涯
慶長8年（1603年）、対馬藩家老・柳川智永（としなが）の子として誕生。
柳川氏は、祖父の柳川調信は元・商人といわれており、宗氏一族の津奈調親への仕官を経て、17代当主・宗義調に仕えた。その交渉能力から重臣となり、特に豊臣秀吉の九州平定や、文禄・慶長の役での朝鮮との折衝にあたった。そのため、秀吉から宗氏へ九州本土に与えられた領地1万石（初め薩摩国、後に島津氏へ配慮し肥前国へ交換）のうちから1千石を知行地とした。以降、柳川氏は対朝鮮外交の実務を担い、江戸幕府からも重視され、幕閣本多正純の介入でさらに1千石が加増された。このような中で、調興は江戸で生まれ育ち、慶長18年（1613年）に幼くして家督を相続。徳川家康、秀忠の小姓に任ぜられるなど、幕府直臣であるかのような待遇にあり、自身もその意を強くしていた。
その後、藩主・宗義成と対立し、直臣の旗本となることを画策する。所領2000石での旗本を目指す調興に対して、そのうち1000石はあくまでも対馬藩領とする義成との対立は激化し、正室である義成の妹を離縁、寛永8年（1631年）には幕府に訴え出るもおさまらず、寛永10年（1633年）に対馬藩の国書改竄を幕府に直訴した（柳川一件）。
ところが寛永12年（1635年）、3代将軍・徳川家光による裁定の結果、調興は敗訴し流罪を命じられ弘前藩預かりとなる。老中・土井利勝の配慮で、家臣7名の供を許され、弘前城南西に広大な屋敷を与えられた。一流の文化人として藩主・津軽信政の敬意を受け賓客として遇され、以後半世紀近くを津軽の地で過ごした。延宝2年（1674年）には、城内に設けられた能舞台の初演に、舞台正面で藩主・信政、黒石津軽信敏らと同席して観覧していることから、その待遇が続いたことが見て取れる。
貞享元年（1684年）、死去。墓所は弘前の長勝寺。